# Herning Kommune
 For alternative betydninger, se Herning Kommune (flertydig). (Se også artikler, som begynder med Herning Kommune)
Herning Kommune er en kommune i Region Midtjylland efter Kommunalreformen i 2007.
Herning Kommune opstod ved sammenlægning af flg.:
- Aulum-Haderup Kommune
- Herning Kommune (1970-2006)
- Trehøje Kommune
- Aaskov Kommune

Opmanden blev sat til at vurdere, om Ikast kunne inkluderes i denne kommune efter voldsomme protester fra borgergrupper, der ønskede en sammenlægning af Ikast Kommune med Herning Kommune; den 21. april 2005 rapporterede han imidlertid, at problemerne med denne løsning var større end fordelene.
Ved kommunalvalget 15. november 2005 fik kommunalbestyrelsen absolut Venstre-flertal med 19 ud af 31 mandater.
Sammenlægningsudvalget konstituerede sig med Lars Krarup fra Venstre som formand og kommende borgmester. 1. viceborgmester blev Birgit Jonassen (Dansk Folkeparti) og 2. viceborgmester Finn Stengel Petersen fra Socialdemokratiet.

## Byer
| Kommunens største byer |                |                   |
| Nr                     | By             | Indbyggere (2025) |
| 1                      | Herning        | 51.782            |
| 2                      | Sunds          | 4.302             |
| 3                      | Vildbjerg      | 4.138             |
| 4                      | Aulum          | 3.245             |
| 5                      | Kibæk          | 2.651             |
| 6                      | Gullestrup     | 1.937             |
| 7                      | Sønder Felding | 1.392             |
| 8                      | Sørvad         | 1.113             |
| 9                      | Ørnhøj         | 757               |
| 10                     | Skibbild       | 728               |
| 11                     | Ilskov         | 708               |
| 12                     | Timring        | 691               |
| 13                     | Arnborg        | 638               |
| 14                     | Haderup        | 630               |
| 15                     | Kølkær         | 531               |
| 16                     | Feldborg       | 518               |
| 17                     | Studsgård      | 440               |
| 18                     | Hodsager       | 409               |
| 19                     | Fasterholt     | 334               |
| 20                     | Skarrild       | 312               |
| 21                     | Høgild         | 277               |
| 22                     | Simmelkær      | 264               |
| 23                     | Sinding        | 264               |
| 24                     | Stakroge       | 225               |

## Politik
Uddybende artikel: Byrådet i Herning Kommune 2014-17.
Herning Kommune ledes af en 31 mand stor kommunalbestyrelse, hvor der siden sammenlægningen i 2007 har været absolut flertal til Venstre. Den nuværende borgmester er Lars Krarup (V).

### Mandatfordeling
| 5 | 2 |  |  | 2 |  | 19 |

| 22 | 9 |

| 4 |  |  | 3 |  |  | 20 |

| 21 | 10 |

| 4 | 2 |  |  | 3 | 19 |  |

| 22 | 9 |

| 5 |  | 2 |  |  |  | 19 |  |

| 19 | 12 |

| 4 | 2 |  | 2 |  |  | 17 | 3 |

| 19 | 12 |

### Nuværende byråd
| Navn                             | Parti                                    |
| -------------------------------- | ---------------------------------------- |
| Dorte West (Borgmester)          | Venstre - 17 mandater                    |
| Bruno Hansen                     | Venstre - 17 mandater                    |
| Anne Mette Bang Rasmussen        | Venstre - 17 mandater                    |
| Ulrik Hyldgaard                  | Venstre - 17 mandater                    |
| Marianne Bjørn                   | Venstre - 17 mandater                    |
| John Thomsen                     | Venstre - 17 mandater                    |
| Jens-Bernhard Knudsen            | Venstre - 17 mandater                    |
| Joan Hansen                      | Venstre - 17 mandater                    |
| Jonathan Damgaard                | Venstre - 17 mandater                    |
| Dann Karlsen                     | Venstre - 17 mandater                    |
| Søren Peder Jensen               | Venstre - 17 mandater                    |
| Claus Udbye                      | Venstre - 17 mandater                    |
| Anne Marie Søe Nørgaard          | Venstre - 17 mandater                    |
| Anders Madsen                    | Venstre - 17 mandater                    |
| Johannes Videbæk                 | Venstre - 17 mandater                    |
| Rikke Worsøe                     | Venstre - 17 mandater                    |
| Camilla Bøgelund Bech            | Venstre - 17 mandater                    |
| Tommy Tønning                    | Socialdemokratiet - 4 mandater           |
| Lone Børlum                      | Socialdemokratiet - 4 mandater           |
| Vinnie Borbjerg                  | Socialdemokratiet - 4 mandater           |
| Arulanantharajah Thillainadarasa | Socialdemokratiet - 4 mandater           |
| Lone Nielsen                     | Borgerlisten - 2 mandater                |
| Ernst B. Knudsen                 | Borgerlisten - 2 mandater                |
| Johs. Poulsen                    | Radikale Venstre - 2 mandater            |
| Philip Vivet                     | Radikale Venstre - 2 mandater            |
| Kirsten Kronborg                 | Socialistisk Folkeparti - 2 mandater     |
| Michael Thomsen                  | Socialistisk Folkeparti - 2 mandater     |
| Per Ørum                         | Det Konservative Folkeparti - 2 mandater |
| Mette Guldberg                   | Det Konservative Folkeparti - 2 mandater |
| Karlo Brondbjerg                 | Kristendemokraterne - 1 mandat           |
| Erling Præstekjær                | Dansk Folkeparti - 1 mandat              |

| Navn     | Skiftet fra                 | Skiftet til | Dato              |
| -------- | --------------------------- | ----------- | ----------------- |
| Per Ørum | Det Konservative Folkeparti | Løsgænger   | 21. november 2022 |

### Byrådet 2018-2022
| Navn                                        | Parti                          |
| ------------------------------------------- | ------------------------------ |
| Lars Krarup (borgmester til 1. august 2021) | Venstre - 19 mandater          |
| Bruno Hansen                                | Venstre - 19 mandater          |
| Anne Mette Bang Rasmussen                   | Venstre - 19 mandater          |
| Dorte West (borgmester fra 1. august 2021)  | Venstre - 19 mandater          |
| Joan Hansen                                 | Venstre - 19 mandater          |
| Jens-Bernhard Knudsen                       | Venstre - 19 mandater          |
| John Thomsen                                | Venstre - 19 mandater          |
| Ulrik Hyldgaard                             | Venstre - 19 mandater          |
| Anne Marie Søe Nørgaard                     | Venstre - 19 mandater          |
| Marianne Bjørn                              | Venstre - 19 mandater          |
| Anders Madsen                               | Venstre - 19 mandater          |
| Dann Karlsen                                | Venstre - 19 mandater          |
| Søren Peder Jensen                          | Venstre - 19 mandater          |
| Johannes Videbæk                            | Venstre - 19 mandater          |
| Kent Falkenvig                              | Venstre - 19 mandater          |
| Torben Clausen                              | Venstre - 19 mandater          |
| Ann Hovmøller                               | Venstre - 19 mandater          |
| Ingelis Sander                              | Venstre - 19 mandater          |
| Camilla Bøgelund Bech                       | Venstre - 19 mandater          |
| Tommy Tønning                               | Socialdemokratiet - 5 mandater |
| Lone Nielsen                                | Socialdemokratiet - 5 mandater |
| Vinnie Borbjerg                             | Socialdemokratiet - 5 mandater |
| Anne Marie Christensen                      | Socialdemokratiet - 5 mandater |
| Lone Børlum                                 | Socialdemokratiet - 5 mandater |
| Rasmus Norup                                | Konservative - 2 mandater      |
| Ernst B. Knudsen                            | Konservative - 2 mandater      |
| Peter Villadsen                             | SF - 1 mandat                  |
| Erling Præstekjær                           | Dansk Folkeparti - 1 mandat    |
| Johannes Poulsen                            | Radikale Venstre - 1 mandat    |
| Karlo Brondbjerg                            | Kristendemokraterne - 1 mandat |
| Jørn Vedel Eriksen                          | Enhedslisten - 1 mandat        |

Det har ændret sig, så pr. 19. maj 2020 er byrådet som følger:
| Parti               | Antal       |
| ------------------- | ----------- |
| Venstre             | 19 mandater |
| Socialdemokratiet   | 3 mandater  |
| Borgerlisten        | 3 mandater  |
| Løsgængere          | 2 mandater  |
| Konservative        | 1 mandat    |
| Kristendemokraterne | 1 mandat    |
| Radikale Venstre    | 1 mandat    |
| Dansk Folkeparti    | 1 mandat    |
| SF                  | 0 mandater  |
| Enhedslisten        | 0 mandater  |

| Navn                   | Skiftet fra       | Skiftet til  | Dato               |
| ---------------------- | ----------------- | ------------ | ------------------ |
| Lone Nielsen           | Socialdemokratiet | Løsgænger    | 20. september 2018 |
| Anne Marie Christensen | Socialdemokratiet | Løsgænger    | 20. september 2018 |
| Jørn Vedel Eriksen     | Enhedslisten      | Løsgænger    | 20. december 2018  |
| Ernst B. Knudsen       | Konservative      | Løsgænger    | 24. februar 2019   |
| Lone Nielsen           | Løsgænger         | Borgerlisten | 25. februar 2019   |
| Anne Marie Christensen | Løsgænger         | Borgerlisten | 25. februar 2019   |
| Ernst B. Knudsen       | Løsgænger         | Borgerlisten | 28. marts 2019     |
| Peter Villadsen        | SF                | Løsgænger    | 19. maj 2020       |

### Liste over borgmestre
| # | Navn        | Periode   | Parti   |
| - | ----------- | --------- | ------- |
| 1 | Lars Krarup | 2002-2021 | Venstre |
| 2 | Dorte West  | 2021-     | Venstre |